# Hans von Hahn
Pour les articles homonymes, voir Hahn.
Hans von Hahn (7 août 1914 à Francfort-sur-le-Main - 5 novembre 1957 à Francfort-sur-le-Main) est un pilote de chasse allemand et as de l'aviation qui a servi au sein de la Luftwaffe dans la Wehrmacht pendant la Seconde Guerre mondiale.

## Biographie
Hans von Hahn intégra la marine en 1934 puis passa dans la Luftwaffe l'année suivante. Officier au Stab du II./JG 53 au début de la guerre, il devient ensuite Staffelkapitän de la 8./JG 53 dès la création du III./JG 53 du Hauptmann Werner Mölders le 3 octobre 1939. Le 22 décembre suivant en pleine Drôle de guerre, les deux hommes descendent chacun un Hurricane, troisième succès pour Mölders, le tout premier pour l'Oberleutnant von Hahn.
Il en cumula 8 autres durant la bataille de France proprement dite, dont 5 en deux jours. Un Spitfire descendu le 25 août 1940 en pleine Bataille d'Angleterre fera son 10e succès avant que le Hauptmann von Hahn ne quitte l'unité deux jours plus tard pour devenir Kommandeur du I./JG 3. Il succède ainsi officiellement à Günther Lützow promu lui Kommodore de la JG 3, au moment où les combats au-dessus des îles Britanniques entrèrent dans une nouvelle phase de la guerre. Avec son Bf 109 arborant un emblème personnel en forme de tête de coq (en allemand, coq se dit Hahn), l'as portera son score à 14 à l'issue de l'année 1940,.
Von Hahn poivra un Blenheim le 10 janvier 1941 au-dessus des côtes françaises, preuve du passage à l'offensive des Britanniques. Fin juin, la JG 3, I. Gruppe inclus, tourna ses propres armes vers l'Est dans le cadre de l'opération Barbarossa. Le pilote va dès lors garnir toujours plus la dérive de son appareil de barres de victoires. Il reçoit la Croix de Chevalier début juillet comme du reste, trois autres pilotes du I./JG 3 qui, à l'issue de son retour en Allemagne début octobre, avait descendu près de 300 avions au combat et détruit un très grand nombre d'objectifs au sol. Le Hauptmann von Hahn porta pour sa part son score personnel à 34.
Après quasiment un mois entier de repos, une remise à neuf de son parc aérien et moult incertitudes quant à sa prochaine affectation, le I./JG 3 se mit finalement à la disposition de la défense des Pays-Bas à la fin de l'année 1941. La rudesse de l'hiver limita cependant les premières sorties jusqu'à que l'unité intègre la JG 1 en tant que second Gruppe  le 15 janvier 1942. Hans von Hahn restera cependant peu de temps à la tête du II./JG 1 puisqu'il sera écarté de son commandement jusqu'en octobre, à la suite d'une fusillade d'une sentinelle dans des circonstances peu claires. Il devra même faire ses bagages dans le grand nord du front Arctique, muté au Stab JG 5. Promu Major, l'officier passa à l'État-major avant de commander en juillet 1943, l'unité d'entraînement JG 103, poste qu'il gardera quasiment jusqu'à la fin de la guerre,.
Son score de 34 victoires n'aura pas évolué après son retrait de Russie en 1941 ; il aura également effectué 300 missions de guerre. Hans von Hahn est décédé en 1957 dans sa ville natale.

## Décorations
- Insigne d'aviateur Flugzeugführerabzeichen
- Insigne de combat de la Luftwaffe
- Croix de fer (1939)
  - 2e Classe
  - 1re Classe
- Croix de chevalier de la Croix de fer
  - Croix de chevalier le 9 juillet 1941 en tant que Hauptmann et Gruppenkommandeur  dans la I./Jagdgeschwader 3[17]